# Maurício Paes
Maurício Motta Paes (ur. 26 maja 1963 w Rio de Janeiro) – brazylijsko-francuski siatkarz, grający na pozycji przyjmującego oraz trener siatkarski. 
Jego syn Kellian i córka Loane grają zawodowo w siatkówkę.
Był trenerem francuskich siatkarek plażowych Brigitte Lesage i Anabelle Prawerman na Igrzyskach Olimpijskich 1996 w Atlancie.

## Jako trener

### Sukcesy klubowe
Kobiety:
Liga francuska:
- 1999, 2001, 2002, 2003, 2005

Puchar Francji:
- 2002

Puchar Top Teams:
- 2003

Mężczyźni:
Liga francuska:
- 2008, 2009, 2012, 2013, 2014, 2015[8]

Superpuchar Francji:
- 2012, 2014

Puchar Francji:
- 2013, 2014, 2015[9]

Puchar Cesarza:
- 2017[10]

Liga japońska:
- 2018[11], 2019[12]
- 2020

Klubowe Mistrzostwa Azji:
- 2019[13]

Superpuchar Ukrainy:
- 2023[14]

Puchar Ukrainy:
- 2024[15]

Liga ukraińska:
- 2024[16]